# Aïcha (Film)
Aïcha ist ein tunesischer Spielfilm von Mehdi Barsaoui aus dem Jahr 2024.

## Handlung
Aya Dhaoui führt ein Leben in relativer Knechtschaft in der südtunesischen Region Tozeur. Sie arbeitet als Reinigungskraft in einem Resort-Hotel und muss ihren gesamten Lohn an ihre Mutter und ihren Vater abgeben. Nach einem Unfall auf dem Weg zur Arbeit wird sie irrtümlich für tot erklärt. Sie sieht darin eine Chance, unter einer anderen Identität, ohne Papiere, aber mit dem Geld, das sie einem Liebhaber gestohlen hat, ein neues Leben anzufangen. Sie geht nach Tunis, findet ein Zimmer in einer WG, lernt neue Leute kennen, und eine Weile scheint ein neues Leben zu gelingen. Nach einem Vorfall in einem Club, in dem ein junger Mann zu Tode gekommen ist, gerät sie als Zeugin ins Visier der Polizei, und sie befürchtet, dass sie ohne Ausweise mit ihrer neuen Identität auffliegt. Mit allerlei Tricks versucht sie, den polizeilichen Ermittlungen zu entkommen.

## Produktion
Der Film wurde von Cinetelefilms und Dolce Vita Films produziert. Die Geschichte basiert auf verschiedenen Begebenheiten nach der Revolution in Tunesien. 
Es ist der zweite Spielfilm des Regisseurs nach seinem Spielfilmdebüt Bik Eneich: Un fils, der in Venedig 2019 den Venice Horizons Award (Orrizzonti) gewann.
Die Filmmusik komponierte der vielfach ausgezeichnete tunesisch-französische Komponist und Musikdirektor Amine Bouhafa (* 1986).
Der Film feierte am 9. September 2024 bei den Internationalen Filmfestspielen von Venedig im Wettbewerb Orrizzonti Premiere. Im Oktober wurde er beim London Film Festival gezeigt und kam am 19. März 2025 in die französischen Kinos. Premiere des Films in Tunesien war am 22. Januar 2025.

## Rezeption
Fionnuala Halligan für Screen Daily: „Aicha besticht durch die magnetische Darstellung der Newcomerin Fatma Sfar als Aya/Amira/Aicha in einem dramatischen Film, der auch die Korruption bei Polizei und Regierung im Tunis nach der Revolution thematisiert.“
David Katz für Cineuropa: „Aïcha wirkt wie ein Film, in dem „alles“ passiert: eine umfassende Darstellung der tunesischen Gesellschaft nach der Revolution, in der die titelgebende Figur, gespielt von Fatma Sfar, durch viele verschiedene soziale Welten und reale wie metaphorische Identitäten radelt. Man könnte das Drehbuch als überladen und an der Grenze zur Glaubwürdigkeit bezeichnen, doch Barsaoui haucht ihm eine solche Energie ein, dass es an Dickens erinnert, mit seiner Fülle an Ereignissen, während die Hauptfigur sich vom Tellerwäscher zum zumindest halben Millionär hocharbeitet, und den rechtlichen Schlupflöchern, durch die sich die Handlung letztendlich auflöst.“

## Auszeichnungen (Auswahl)
- 2024: Internationale-Filmfestspiele-von-Venedig-Nominierung im Wettbewerb Orrizzonti
- 2025: Filmfest-München-Nominierung im Wettbewerb CineMasters